# West Drayton (ort)
West Drayton är en ort i Storbritannien.   Den ligger i grevskapet Greater London och riksdelen England, i den södra delen av landet, 24 km väster om huvudstaden London. West Drayton ligger 29 meter över havet och antalet invånare är 12 156.
Terrängen runt West Drayton är platt, och sluttar söderut. Runt West Drayton är det mycket tätbefolkat, med 2 915 invånare per kvadratkilometer. Närmaste större samhälle är Hayes, 3,5 km nordost om West Drayton. Runt West Drayton är det i huvudsak tätbebyggt.